# Oskara Kalpaka-broen
Oskara Kalpaka-broen (lettisk: Oskara Kalpaka tilts) er en drejebro og et teknisk monument i Liepāja, en havneby i det vestlige Letland ved Østersøen, og én af de ældste broer bygget som metalkonstruktion i hele Letland.
Broen er designet af den berømte franske ingeniør Gustave Eiffel, for at indgå i den overordnede plan for krigshavnen anlagt i tsar Alexander 3. af Ruslands regeringsperiode. Broen består af to bevægelige brofag, som tager en tur på 90 grader til siden, hver gang broen åbnes for passage af skibe, hvilket tager fire til fem minutter ad gangen.
Broen stod færdigopført i 1903, og var del af en overordnet plan udtænkt af Fjodor Avelan i 1901, men ombygget og først sat i drift efter den russisk-japanske krig i 1906. Broens vigtigste funktion var at give en sejlrende til havnebyens militærbaser, samt en jordforbindelse mellem de to sider af den militære lejr.
1. verdenskrig gav ændringer – Liepāja blev straks involveret i kampene, og broen blev beskadiget af den fremrykkende tyske hær i midten af april 1915. Efter krigen blev broen genopbygget i 1932. Broen blev også beskadiget under 2. verdenskrig. Under perioden med Lettiske SSR fortsatte broens drift efter mindre reparationer, og broens opgave bestod i at danne adgangskontrol til det militære område. Snart efter Letlands genvundne uafhængighed opkaldtes broen efter Oskars Kalpaks.
I 2001 udarbejdedes en storstilet rekonstruktion af broen. Projektet blev indledt af repræsentanter for Liepāja Særlige Økonomiske Zone,
men strandede dog på manglen af økonomiske midler. Efter Letlands tilslutning til EU i 2004 afsattes der midler til renovering af broen, hvilket muliggjorde projektet. Broens renovering fuldførtes i 2009.